# 4524 Barklajdetolli
4524 Barklajdetolli este un asteroid din centura principală, descoperit pe 8 septembrie 1981 de Liudmila Juravliova.